# Myron Tribus
Myron Tribus (30 octobre 1921-30 août 2016) est un mathématicien et scientifique américain. Il est à l'origine ou a contribué à la diffusion de plusieurs concepts scientifiques qui ont eu un succès inégal. En France, il est surtout connu pour son livre Décisions rationnelles dans l'incertain (Rational descriptions, decisions and designs) qui y a popularisé à partir de 1974 les méthodes bayésiennes.
Diplômé de l'Université de Californie à Los Angeles (UCLA), il a été professeur à Dartmouth, et de 1974 à 1986 directeur du Center for Advanced Engineering Study au Massachusetts Institute of Technology, après avoir été directeur scientifique de la compagnie Xerox à l'époque du PARC.
Il a publié beaucoup de travaux en théorie de l'information, théorie de la décision et thermodynamique, ainsi que créé le concept d'essergie (exergy) autour desquels il avait fondé sa compagnie Exergy.
Il a eu une action militante concernant les domaines de la qualité industrielle, de l'ergonomie et de l'éducation, en participant aux travaux de Deming. C'est sous son impulsion que le Massachusetts Institute of Technology a publié en 1986 le livre de Deming Out of the Crisis.
À partir sa rencontre avec Deming en 1980, son principal centre d'intérêt était le management. Il écrivait notamment : « Les individus travaillent dans un système. La mission du manager est de travailler sur le système pour l’améliorer, avec leur aide. Si vous acceptez cette définition, vous devez admettre que les opérateurs ne contrôlent pas les résultats de leur travail. Diriger une équipe en disant aux gens que vous les tenez pour personnellement responsables des résultats est un défi à ce que vous savez réellement. Quand vous dites cela, vous n’êtes pas cohérent avec vous-même. »
Dans le domaine de l'éducation, il a introduit dans plusieurs établissements d'enseignement des États-Unis une méthode pédagogique inspirée de la méthode de management de la qualité appliquée au Mount Edgecumbe High School en Alaska. 

## Citations
- « Nous devons éviter que nos objectifs (goals) ne deviennent les geôles (gaols) de nos enfants ». Cette phrase avertissait des dangers d'une spécialisation prématurée dans l'enseignement, toute spécialisation excessive devenant tôt ou tard un obstacle au recyclage professionnel entraîné par l'obsolescence des techniques.

- « La quantité de photons nécessaire pour que nous puissions photocopier une page est maintenant inférieure à celle qu'il nous faut pour la lire[5] ».
- La seule façon de survivre est d’apprendre comment mieux gérer les ressources. Telle est votre mission : vous devez apprendre comment faire un management correct, pour la qualité.